# Ischyrocnemis quadridens
Ischyrocnemis quadridens är en stekelart som först beskrevs av Perkins 1961.  Ischyrocnemis quadridens ingår i släktet Ischyrocnemis och familjen brokparasitsteklar. Inga underarter finns listade i Catalogue of Life.